# Allodia aculeata
Allodia aculeata är en tvåvingeart som beskrevs av Zaitzev 1983. Allodia aculeata ingår i släktet Allodia och familjen svampmyggor. Inga underarter finns listade i Catalogue of Life.